# Двигател на туморната гибел
Двигателят на туморната гибел (ДТГ), известен още като тумор-некротизиращ-фактор-алфа (англ. TNF-α, tumor necrosis factor alpha), е белтък от сбора на цитокините и има дейно участие при системното възпаление и острофазовото възпаление. Произвежда се основно от макрофагите, но може да бъде произведен и от Т-спомагателни клетки, клетки естествени убийци, неутрофили, еозинофили, мастоцити и неврони.
Познат е и под следните наименования: кахексин, кахектин, лимфотоксин (по Гейл А. Грейнджър от 1968 г.).